# Campeonato Mundial de Bobsleigh y Skeleton de 2021
El LXV Campeonato Mundial de Bobsleigh y Skeleton se celebró en la localidad de Altenberg (Alemania) entre el 5 y el 14 de febrero de 2021 bajo la organización de la Federación Internacional de Bobsleigh y Skeleton (FIBT) y la Federación Alemana de Bobsleigh y Skeleton.
Inicialmente, el campeonato había sido otorgado a la localidad de Lake Placid (Estados Unidos), pero debido a la pandemia de COVID-19, el evento tuvo que ser cancelado y fue posteriormente reprogramado a la localidad alemana de Altenberg.
Las competiciones se realizaron en el Canal de Hielo de Altenberg.

## Bobsleigh
| Evento                      | Oro                                                                                           | Plata                                                                                | Bronce                                                                                     |
| --------------------------- | --------------------------------------------------------------------------------------------- | ------------------------------------------------------------------------------------ | ------------------------------------------------------------------------------------------ |
| Masculino doble (07.02)     | Francesco Friedrich · Alexander Schüller · Alemania · 3:39,78                                 | Johannes Lochner · Eric Franke · Alemania · 3:41,83                                  | Hans-Peter Hannighofer · Christian Röder · Alemania · 3:42,01                              |
| Masculino cuádruple (14.02) | Francesco Friedrich · Thorsten Margis · Alexander Schüller · Candy Bauer · Alemania · 3:35,02 | Benjamin Maier · Markus Sammer · Dănuț Moldovan · Kristian Huber · Austria · 3:35,81 | Johannes Lochner · Christopher Weber · Christian Rasp · Florian Bauer · Alemania · 3:36,53 |
| Femenino individual (14.02) | Kaillie Humphries Estados Unidos 3:59,62                                                      | Stephanie Schneider · Alemania · 4:00,12                                             | Laura Nolte · Alemania · 4:00,42                                                           |
| Femenino doble (06.02)      | Kaillie Humphries Lolo Jones Estados Unidos 3:48,26                                           | Kim Kalicki · Ann-Christin Strack · Alemania · 3:48,61                               | Laura Nolte · Deborah Levi · Alemania · 3:49,27                                            |

## Skeleton
| Evento               | Oro                                                      | Plata                                                       | Bronce                                               |
| -------------------- | -------------------------------------------------------- | ----------------------------------------------------------- | ---------------------------------------------------- |
| Masculino (12.02)    | Christopher Grotheer · Alemania · 3:46,31                | Alexandr Tretiakov · BFR · 3:46,59                          | Alexander Gassner · Alemania · 3:47,51               |
| Femenino (12.02)     | Tina Hermann · Alemania · 3:52,97                        | Jacqueline Lölling · Alemania · 3:53,08                     | Yelena Nikitina · BFR · 3:54,65                      |
| Equipo mixto (13.02) | Tina Hermann · Christopher Grotheer · Alemania · 1:55,41 | Jacqueline Lölling · Alexander Gassner · Alemania · 1:55,55 | Yelena Nikitina · Alexandr Tretiakov · BFR · 1:55,56 |

## Medallero
| Núm. | País           | Oro | Plata | Bronce | Total |
| ---- | -------------- | --- | ----- | ------ | ----- |
| 1    | Alemania       | 5   | 5     | 5      | 15    |
| 2    | Estados Unidos | 2   | 0     | 0      | 2     |
| 3    | BFR            | 0   | 1     | 2      | 3     |
| 4    | Austria        | 0   | 1     | 0      | 1     |
|      | TOTAL          | 7   | 7     | 7      | 21    |